# The Chi-Lites
The Chi-Lites ist eine afroamerikanische Soul-Vokalgruppe, die vor allen Dingen in der ersten Hälfte der 1970er Jahre erfolgreich war. Zwischen 1969 und 1984 gelangen der Formation über 40 Hits in den amerikanischen R&B-Charts. Gut die Hälfte davon schaffte auch den Sprung in die Billboard Hot 100. Ihr größter Hit, die Ballade Oh Girl, stand im Frühjahr 1972 auf Platz eins der amerikanischen Pop- und R&B-Charts.

## Bandgeschichte
Gegründet wurde die Band 1959 von Eugene Record als Trio The Chanteurs. Erste Platten entstanden 1964 als The Hi-Lites für das Label Daran. Diese und weitere Platten, mittlerweile als Quartett The Chi-Lites, hatten bis 1969 keinen Erfolg. Ein Plattenvertrag bei Brunswick und die Single Give It Away änderten das. Das Lied schaffte den Sprung unter die Top-10 der R&B-Charts.
Der Titelsong ihrer zweiten LP (For God’s Sake) Give More Power to the People sollte 1971 den ersten großen Erfolg bringen. Die Single erreichte Platz 26 der US-Singlecharts. Ihre übernächste Singleveröffentlichung Have You Seen Her erreichte Platz 3 der Pop- sowie zwei Wochen die Spitze der R&B-Charts. Mit dem Titel Oh Girl erreichten die Chi-Lites im Mai 1972 für eine Woche die Spitze der US-Single-Charts. Zwei Wochen lang stand die Single an der Spitze der R&B-Charts. Es gelangen ihnen noch zwei weitere Top-40-Hits: A Letter To Myself und  Stoned Out Of My Mind im Jahre 1973. Zwar hatten sie noch bis 1975 einige Platzierungen in den amerikanischen Pop-Charts, aber zumeist landeten ihre Singles im unteren Viertel der Charts. Bis 1976 war die Vokal-Gruppe vor allem auch in England sehr erfolgreich. Hier gelang ein halbes Dutzend Top-10-Hits. 
Ebenfalls 1976 verließ Eugene Record, der die meisten Songs für die Chi-Lites geschrieben und produziert hatte, die Gruppe und veröffentlichte drei Solo-Alben bei Warner. Die Chi-Lites wechselten zu Mercury, widmeten sich dem damals angesagten Disco-Sound, konnten aber nicht mehr an die vorherigen Erfolge anknüpfen. 1980 reformierte Records die Chi-Lites in der Originalbesetzung. Fortan veröffentlichte die Band eine ganze Reihe von Singles für diverse Labels, die ausschließlich in den R&B-Charts mehr oder weniger erfolgreich waren. Mit dem am Electro Funk orientierten Song Bottom’s up gelang hier 1983 noch einmal ein Top-10-Hit. Record verließ die Band im Jahre 1988 erneut, seine Position nahm Frank Reed ein, der bis zu seinem Tode 2014 Leadsänger der Chi-Lites blieb. Record war bereits 2005 verstorben.
Auch andere Künstler hatten Hits mit Liedern der Chi-Lites: Eine Neufassung des Songs Homely Girl wurde 1989 ein Top-10-Erfolg für die britische Reggae-Formation UB40. Noch erfolgreicher war ein Jahr später Have You Seen Her als Cover-Version des Rappers MC Hammer, die sich international in den Charts behaupten konnte. Paul Young hatte mit einer Version von Oh Girl im gleichen Jahr einen Top-10-Erfolg in den USA.
Gründungsmitglied Marshall Thompson tritt heute noch mit jüngeren Musikern als Chi-Lites auf.

## Mitglieder
- Creadel „Red“ Jones
- Marshall Thompson
- Robert „Squirrel“ Lester (16. August 1942 bis 21. Januar 2010)
- Eugene Record (23. Dezember 1940 bis 22. Juli 2005)

## Diskografie

### Studioalben
| Jahr | Titel                                          | Höchstplatzierung, Gesamtwochen, AuszeichnungChartplatzierungen (Jahr, Titel, Platzierungen, Wochen, Auszeichnungen, Anmerkungen) | Höchstplatzierung, Gesamtwochen, AuszeichnungChartplatzierungen (Jahr, Titel, Platzierungen, Wochen, Auszeichnungen, Anmerkungen) | Anmerkungen |
| Jahr | Titel                                          | US | R&B | Anmerkungen |
| ---- | ---------------------------------------------- | --- | --- | ----------- |
| 1969 | Give It Away                                   | US180 (3 Wo.)US | R&B16 (7 Wo.)R&B |             |
| 1971 | (For God’s Sake) Give More Power to the People | US12 (32 Wo.)US | R&B3 (34 Wo.)R&B |             |
| 1972 | A Lonely Man                                   | US5 (36 Wo.)US | R&B1 (32 Wo.)R&B |             |
| 1973 | A Letter To Myself                             | US50 (13 Wo.)US | R&B4 (15 Wo.)R&B |             |
| 1973 | Chi-Lites                                      | US89 (14 Wo.)US | R&B3 (23 Wo.)R&B |             |
| 1974 | Toby                                           | US181 (5 Wo.)US | R&B12 (13 Wo.)R&B |             |
| 1975 | Half a Love                                    | — | R&B41 (12 Wo.)R&B |             |
| 1980 | Heavenly Body                                  | US179 (6 Wo.)US | R&B42 (19 Wo.)R&B |             |
| 1982 | Me And You                                     | US162 (7 Wo.)US | R&B31 (16 Wo.)R&B |             |
| 1983 | Bottoms Up                                     | US98 (12 Wo.)US | R&B15 (18 Wo.)R&B |             |
| 1990 | Just Say You Love Me                           | — | R&B77 (7 Wo.)R&B |             |

Weitere Studioalben
- 1970: I Like Your Lovin’ (Do You Like Mine?)
- 1976: Happy Being Lonely
- 1977: The Fantastic Chi-Lites
- 1981: Love Your Way Through
- 1984: Steppin’ Out
- 1998: Help Wanted
- 2006: Low Key

### Kompilationen
| Jahr | Titel         | Höchstplatzierung, Gesamtwochen, AuszeichnungChartplatzierungen (Jahr, Titel, Platzierungen, Wochen, Auszeichnungen, Anmerkungen) | Höchstplatzierung, Gesamtwochen, AuszeichnungChartplatzierungen (Jahr, Titel, Platzierungen, Wochen, Auszeichnungen, Anmerkungen) | Anmerkungen |
| Jahr | Titel         | US | R&B | Anmerkungen |
| ---- | ------------- | --- | --- | ----------- |
| 1972 | Greatest Hits | US55 (24 Wo.)US | R&B4 (17 Wo.)R&B |             |

Weitere Kompilationen
- 1976: Greatest Hits, Vol. 2
- 1983: Greatest Hits
- 1992: Greatest Hits
- 1996: Inner City Blues
- 1996: Greatest Hits, Vol. 2
- 1998: Too Good to Be Forgotten
- 1998: Remembered
- 1998: Hit Highlights from The Chi-Lites
- 1999: Have You Seen Her: Their Greatest Hits
- 2001: 20 Greatest Hits
- 2002: The Best of The Chi-Lites
- 2002: Have You Seen Her
- 2003: The Best of The Chi-Lites
- 2006: The Ultimate Chi-Lites

### Singles
| Jahr | Titel Album                                                                           | Höchstplatzierung, Gesamtwochen, AuszeichnungChartplatzierungen (Jahr, Titel, Album, Platzierungen, Wochen, Auszeichnungen, Anmerkungen) | Höchstplatzierung, Gesamtwochen, AuszeichnungChartplatzierungen (Jahr, Titel, Album, Platzierungen, Wochen, Auszeichnungen, Anmerkungen) | Höchstplatzierung, Gesamtwochen, AuszeichnungChartplatzierungen (Jahr, Titel, Album, Platzierungen, Wochen, Auszeichnungen, Anmerkungen) | Anmerkungen                                       |
| Jahr | Titel Album                                                                           | UK | US | R&B | Anmerkungen                                       |
| ---- | ------------------------------------------------------------------------------------- | --- | --- | --- | ------------------------------------------------- |
| 1969 | Give It Away                                                                          | — | US88 (6 Wo.)US | R&B10 (9 Wo.)R&B |                                                   |
| 1969 | Let Me Be the Man My Daddy Was Give It Away                                           | — | US94 (3 Wo.)US | R&B15 (6 Wo.)R&B |                                                   |
| 1969 | The Twelfth of Never Give It Away                                                     | — | — | R&B47 (2 Wo.)R&B | B-Seite von Let Me Be the Man My Daddy Was        |
| 1970 | 24 Hours of Sadness Give It Away                                                      | — | — | R&B30 (5 Wo.)R&B |                                                   |
| 1970 | I Like Your Lovin’ (Do You Like Mine)                                                 | — | US72 (6 Wo.)US | R&B11 (14 Wo.)R&B |                                                   |
| 1970 | Are You My Woman? (Tell Me So) I Like Your Lovin’ (Do You Like Mine)                  | — | US72 (7 Wo.)US | R&B8 (12 Wo.)R&B |                                                   |
| 1971 | (For God’s Sake) Give More Power to the People                                        | UK32 (6 Wo.)UK | US26 (11 Wo.)US | R&B4 (12 Wo.)R&B |                                                   |
| 1971 | We Are Neighbours (For God’s Sake) Give More Power to the People                      | — | US70 (5 Wo.)US | R&B17 (7 Wo.)R&B |                                                   |
| 1971 | I Want To Pay You Back (For Loving Me) (For God’s Sake) Give More Power to the People | — | US95 (3 Wo.)US | R&B35 (9 Wo.)R&B |                                                   |
| 1971 | Have You Seen Her (For God’s Sake) Give More Power to the People                      | UK3 (12 Wo.)UK | US3 (14 Wo.)US | R&B1 (21 Wo.)R&B |                                                   |
| 1972 | Oh Girl A Lonely Man                                                                  | UK14 (9 Wo.)UK | US1 (15 Wo.)US | R&B1 (15 Wo.)R&B |                                                   |
| 1972 | The Coldest Day of My Life (Part 1) A Lonely Man                                      | — | US47 (9 Wo.)US | R&B8 (10 Wo.)R&B |                                                   |
| 1972 | A Lonely Man                                                                          | — | US57 (5 Wo.)US | R&B25 (8 Wo.)R&B | B-Seite: The Man & The Woman (The Boy & The Girl) |
| 1972 | We Need Order A Letter to Myself                                                      | — | US61 (6 Wo.)US | R&B13 (9 Wo.)R&B |                                                   |
| 1973 | A Letter to Myself                                                                    | — | US33 (11 Wo.)US | R&B3 (11 Wo.)R&B |                                                   |
| 1973 | My Heart Just Keeps On Breakin’ A Letter to Myself                                    | — | US92 (4 Wo.)US | R&B46 (2 Wo.)R&B |                                                   |
| 1973 | Stoned Out of My Mind Chi-Lites                                                       | — | US30 (13 Wo.)US | R&B2 (16 Wo.)R&B |                                                   |
| 1973 | I Found Sunshine Chi-Lites                                                            | UK35 (5 Wo.)UK | US47 (10 Wo.)US | R&B17 (14 Wo.)R&B |                                                   |
| 1974 | Homely Girl Chi-Lites                                                                 | UK5 (13 Wo.)UK | US54 (8 Wo.)US | R&B3 (17 Wo.)R&B |                                                   |
| 1974 | There Will Never Be Any Peace (Until God Is Seated At The Conference Table) Toby      | — | US63 (7 Wo.)US | R&B8 (14 Wo.)R&B |                                                   |
| 1974 | You Got To Be The One Toby                                                            | — | US83 (3 Wo.)US | R&B15 (11 Wo.)R&B |                                                   |
| 1974 | Too Good to Be Forgotten                                                              | UK10 (11 Wo.)UK | — | — |                                                   |
| 1974 | Toby                                                                                  | — | US78 (7 Wo.)US | R&B7 (17 Wo.)R&B | B-Seite: That’s How Long                          |
| 1975 | Have You Seen Her                                                                     | UK5 (9 Wo.)UK | — | — | B-Seite: Oh Girl                                  |
| 1975 | It’s Time for Love Half A Love                                                        | UK5 (10 Wo.)UK | US94 (3 Wo.)US | R&B27 (10 Wo.)R&B |                                                   |
| 1975 | Here I Am Half A Love                                                                 | — | — | R&B87 (1 Wo.)R&B | B-Seite von It’s Time for Love                    |
| 1976 | The Devil Is Doing His Work                                                           | — | — | R&B32 (8 Wo.)R&B |                                                   |
| 1976 | You Don’t Have to Go                                                                  | UK3 (11 Wo.)UK | — | R&B50 (13 Wo.)R&B |                                                   |
| 1976 | Happy Being Lonely                                                                    | — | — | R&B30 (15 Wo.)R&B |                                                   |
| 1977 | Vanishing Love Happy Being Lonely                                                     | — | — | R&B95 (1 Wo.)R&B | B-Seite: I Turn Away                              |
| 1977 | My First Mistake The Fantastic Chi-Lites                                              | — | — | R&B63 (6 Wo.)R&B |                                                   |
| 1977 | If I Had a Girl The Fantastic Chi-Lites                                               | — | — | R&B87 (5 Wo.)R&B |                                                   |
| 1980 | Heavenly Body                                                                         | — | — | R&B36 (15 Wo.)R&B |                                                   |
| 1981 | Me and You                                                                            | — | — | R&B70 (6 Wo.)R&B |                                                   |
| 1982 | Hot on a Thing (Called Love) Me and You                                               | — | — | R&B15 (17 Wo.)R&B |                                                   |
| 1983 | Bottom’s Up                                                                           | — | — | R&B7 (18 Wo.)R&B |                                                   |
| 1983 | Bad Motor Scooter Bottom’s Up                                                         | — | — | R&B28 (13 Wo.)R&B |                                                   |
| 1983 | Have You Seen Her (1983)                                                              | UK100 (1 Wo.)UK | — | — |                                                   |
| 1983 | Changing For You Bottom’s Up                                                          | UK61 (5 Wo.)UK | — | — |                                                   |
| 1984 | Stop What You’re Doin’ Steppin’ Out                                                   | — | — | R&B33 (11 Wo.)R&B |                                                   |
| 1984 | Gimme Whatcha Got Steppin’ Out                                                        | — | — | R&B41 (10 Wo.)R&B |                                                   |
| 1997 | Help Wanted (Heroes Are in Short Supply) Help Wanted (Heroes Are In Short Supply)     | — | — | R&B95 (2 Wo.)R&B |                                                   |
| 1998 | Hold on to Your Dreams Help Wanted (Heroes Are In Short Supply)                       | — | — | R&B93 (4 Wo.)R&B |                                                   |

Weitere Singles
- 1964: You Did That to Me
- 1965: I’m So Jealous
- 1965: Ain’t You Glad (Winter’s Over)
- 1965: Never No More
- 1966: Pretty Girl
- 1967: Price of Love
- 1967: Love Me
- 1968: (Um, Um) My Baby Loves Me
- 1969: To Change My Love
- 1975: Don’t Burn No Bridges (mit Jackie Wilson)
- 1978: The First Time (Ever I Saw Your Face)
- 1979: Higher
- 1980: The Only One for Me (One in a Million)
- 1981: All I Wanna Do Is Make Love to You
- 1982: Try My Side (Of Love)
- 1985: Hard Act to Follow
- 1990: There’s a Change